# 한탄생명과학재단
한탄생명과학재단은 대한민국 과학기술정보통신부 소관의 재단법인이다. 사회에 이익을 공여하기 위하여, 공익법인의 설립운영에 관한 법률의 규정에 따라 생명과학분야 연구지원, 학술교류 그리고 그 성과를 보급함으로써 과학기술의 발전과 국민보건의 증진에 기여하고, 한탄바이러스의 발견을 기념하기 위한 목적으로 1996년 12월 11일 설립이 허가되었다.  사무실은 서울특별시 종로구 동숭동 1-136에 위치해 있다.

## 한탄상
한탄상(Hantaan Prize)은 한국에서 세계최초로 발견된 한탄바이러스를 기념하여 한탄생명과학재단에서 제정한 학술상이다. 기초의학 및 생명과학분야에서 학술활동이 뛰어나고 연구업적이 탁월하다고 인정되는 자를 선정하여 5개학회가 참여하는 한국미생물학회연합 국제학술대회에서 시상한다.

## 같이 보기
- 한타바이러스
- 이호왕